# Bijeli kužnjak
Bijeli kužnjak (lat. Datura stramonium; poznata pod nazivom kužnjak, tatula) je biljka iz obitelji Solanaceae, te se za nju vjeruje kako je podrijetlom iz Amerike, ali je danas možemo naći po cijelom svijetu.
Stoljećima je Tatula korištena kao ljekovita biljka za ublažavanje astme, ali kao i analgetik tijekom operativnih zahvata i namještanja kostiju. Također izaziva snažne halucinacije i delirij, što je korišteno u duhovne svrhe za izazivanje jakih vizija. Ipak, alkaloidi u ovoj biljci koji se koriste u medicinske i halucinogene svrhe su smrtonosno toksični u malo većim dozama od onih koje se koriste u medicinske svrhe. Neoprezno korištenje često dovodi do nuspojava zbog kojih je potrebno bolničko liječenje, a nije rijedak ni smrtni ishod.

## Opis
D. stramonium ima neugodan miris, raste uspravno i formira grm visine do 60–150 cm (2 -5 stopa). Korijen ove biljke je dugačak, debeo, bijele boje. Stabljika je čvrsta, uspravna, s listovima, glatke, blijedo žute do zelene boje. Stabljika se redovito grana u više grana i svaka grana daje listove i jedan, uspravan cvijet. Listovi su oko 8–20 cm dugački, nazubljeni, nepravilnih rubova. Gornja površina listova je tamno zelena, dok je donja površina svjetlo zelene booje. Listovi su gorkog okusa te izazivaju mučninu, što je posljedica sokova biljke, koji se mogu osjetiti i kada se dijelovi biljke osuše.
Datura stramonium obično cvjeta tijekom ljeta. Mirisni cvjetovi su oblika trube, bijeli do kremaste ili ljubičaste boje i duljine 6–9 cm. Cvjetovi rastu na kratkim stapkama uz mjesta gdje polaze listovi. Čašice su duge i cjevaste, šire na dnu, oštrih rubova, koji su okruženi s pet oštrih - nazubljenih izdanaka. Cvijet je dijelom otvoren, presavijen, cjevast i s rebrima. Cvjetovi su otvoreni po noći, te se iz njih osjeti ugodan miris koji privlači noćne moljce. Kapsula sjemena je eliptična oblika, promjera 3–8 cm i mogu biti pokrivene izdancima ili su glatke. Podijele se na četiri pregrade kada sazriju, svaka s desetak malenih, crnih sjemenki.

## Stanište i rasprostranjenost
Podrijetlom je iz Sjeverne Amerike, ali su se davno proširile na Stari svijet. Švedski botaničar Carl Linné je znanstveno pokazao 1753., iako je to već stoljeće prije opisano od strane botaničara kao što je Nicholas Culpeper. Danas raste slobodno u prirodi u svim toplim i umjerenim područjima, gdje se može naći uz putove i ceste, kao i u dobro ograđenim prostorima gdje žive biljojedi. U Europi s može naći kao korov na pustarama i na otpadu.
Smatra se kako ptice pomoću svog izmeta šire sjemenke ove biljke. Sjemenke mogu mirovati u tlu godinama i proklijati kada se prekopa tlo. Ako postoji strah ili opasnost zbog toksičnih učinaka ove biljke kada izraste u vrtu, obično se savjetuje izvaditi biljku zajedno s korijenom.

## Otrovnost
Svi dijelovi Tatule sadrže opasne razine alkaloida, atropina, hiosocijamina i skopolamina koji mogu izazvati delirij i pobuditi antikolinergičke učinke. Rizik od uzimanja smrtonosne količine (predoziranja) je visok u neinformiranih korisnika i veliki dio takvih korisnika koji uzimaju oralno ovu biljku bivaju hospitalizirani zbog psihoaktivnih učinaka.
Količina toksičnih tvari varira od biljke do biljke. Količina otrova u biljkama može varirati u omjeru 5:1, a otrovnost biljke ovisi o dobi, mjestu gdje raste i drugim meteorološkim uvjetima. Također, unutar same biljke postoji viša koncentracija u nekim dijelovima, što može varirati od lista do lista. Kod mlađih biljaka omjer atropina i skopolamina je oko 3:1, nakon cvjetanja je ovaj omjer obrnut, gdje se omjer skopolamina smanjuje kako biljka stari. Ova varijacija čini biljku tako opasnu kada se koristi u ljekovite svrhe. U tradicionalnim kulturama je potrebno veliko iskustvo i detaljno poznavanje Tatule kako bi se izbjegla šteta. Pojedinačni plod i sjemenke sadrže oko 0.1 mg atropina, a smrtonosna doza za odrasle je >10 mg atropina ili >2–4 mg skopolamina.
Trovanje Tatulom obično biva obilježeno s delirijem (suprotno do halucinacija); hipertermijom; tahikardijom; bizarnim ponašanjem; i teškom midrijazom (proširene zjenice) zbog čega se javlja fotofobija koja može trajati nekoliko dana. Dugotrajna amnezija se također često javlja. Početak simptoma obično nastaje oko 30-60 minuta nakon uzimanja biljke. Ovi simptomi obično traju 24 do 48 sati, ali su poznati slučajevi gdje je djelovanje trajalo dva tjedna.
Kao i kod ostalih trovanja antikolinergičkim otrovima, intravensko davanje fiziostigmina može pomoći kao antidot u teških slučajeva trovanja.

## Upotreba u medicini
Tatula se dugo koristi kao jako efikasno sredstvo za liječenje simptoma astme. Atropin može smanjiti simptome astme, stanje u kojem dolazi do paralize ogranaka dušnika, tako što uklanja spazam tijekom napada astme. Stoga se za ovu upotrebu listovi obično puše u cigaretama ili luli. Pušenje tatule u cilju smanjenja simptoma astme potječe u tradicionalnoj, Ajurvedskoj medicini u Indiji. Upotreba tatule se proširila europom nakon što je James Andreson otkrio ovaj način upotrebe i učinak tatule krajem 18. stoljeća. Međutim, s obzirom na to da atropin prolazi kroz krvno-moždanu barijeru, može izazvati teške učinke na središnji živčani sustav, kao što su zbunjenost, psihomotorna agitacija i halucinacije, pogotovo u starijih osoba. Iz tog razloga, u tretmanu astme se uglavnom koriste antimuskarinici kao što su ipatropij i tiotropij. Lijek prvog izbora u liječenju astme je beta agonist albuterol u kombinaciji s kortikosteroidom prednizonom.
Pripadnici naroda Zuñi su koristili tatulu kao analgetik, kako bi uspavali ozlijeđene prije namještanja prelomljene kosti. U Kini je također korištena na sličan način, kao anestetik tijekom kirurških zahvata.
Atropin i skopolamin (oba se mogu naći u velikim koncentracijama u tatuli) su muskarinski antagonisti, zbog čega se mogu koristiti u liječenju Parkinsonove bolesti i morske bolesti, ali i za potiskivanje parasimpatičke stimulacije urinarnog, respiratornog, probavnog trakta, srca i oka. Tatula se može koristiti i pri odvikavanju ovisnosti o drogama, tako što smanjuje simptome delirium tremensa i odvikavanja od morfija. Također se tatila može koristiti za smanjivanje simptoma upale grla, zubobolje i kod infestacije parazitima. Trebaju ju izbjegavati pacijenti sa srčanim problemima, problemima glaukoma, povećane prostate, mokraćnih teškoća, nakupljanjem tekućine u plućima i crijevne opstrukcije (djelomično ili potpuno začepljenje crijeva).

## Upotreba u duhovne svrhe
Stoljećima se Datura stramonium koristila za mistične i tajne sakramente jer ljudima daje moćne vizije (koje mogu trajati danima) i otvaranja komunikacije prema duhovnom svijetu. Starosjedioci područja današnje južne Kalifornije su je jeli malene crne sjemenke kako bi "komunicirali s bogovima kroz vizije". Diljem Amerike su i ostali narodi kao npr. Algonquini, Cherokee i Luiseño također koristili ovu biljku u svetim obredima zbog njenih svojstava. U Etiopiji, neki učenici i debtrawoch (svećenici) koriste D. stramonium kako bi "otvorili um" i bili više otvoreni prema učenju, kreativnosti i kreativnom razmišljanju.
Naziv biljke "datura" koji se koristi u drugim jezicima, potječe iz Indije, gdje biljku smatraju posebno svetom jer se vjeruje kako je omiljena biljka Hindu boga Shiva Nataraja.

## Uzgajanje
Biljka voli bogato tlo. Dodavanjem dušikovih gnojiva u tlo povećava koncentraciju alkaloida u biljci. Tatula se može uzgojiti od sjemenke, koja se dobiva u krugu od oko pola metra od svake biljke. Tatula je osjetljiva na mraz i stoga ju treba čuvati od hladnog vremena. Biljka se bere kada je plod zreo, ali još uvijek zelene boje. Čitava biljka se bere, lišće se skida sa stabljike i suši. Jedan hektar intenzivno uzgajanih biljaka može dati 1000–1700 kg (1000-1500 pounds/acre) sjemenki.

## Etimologija
Naziv dolazi iz stare Hindu riječi za biljku (dhatura). Stramonium dolazi iz grčkog strychnos στρύχνος "nightshade" i maniakos μανιακός  "lud".
U Sjedinjenim američkim državama ovu biljku nazivaju jimson weed ili rjeđe Jamestown weed, po imenu grada Jamestown,  u saveznoj državi Virginia, gdje su je konzumirali Britanski vojnici tijekom akcije protiv Baconovih pobunjenika (Baconov ustanak). Jedanaest dana su bili promijenjene svijesti.
Neki od vernakularnih naziva za njih uglavnom su podrijetlom iz engleskog jezika, to su Jimson Weed, Thornapple, Devil's Apple, Devil's Trumpet, Mad-apple, Nightshade, Peru-apple, Stinkweed, Stramonium, Datura, Toloache i Taguaro

## Poveznice
- Brugmansia
- Entheogen

## Vanjske poveznice
- USDA Natural Resources Conservation Service PLANTS Profile: Datura stramonium L.
- USDA Germplasm Resources Information Network (GRIN): Datura stramonium L.
- Datura stramonium at Liber Herbarum II  Arhivirana inačica izvorne stranice od 5. listopada 2012. (Wayback Machine)
- Datura spp. at Erowid
- Datura stramonium Pictures and information